# Françoise Vallet
Pour les articles homonymes, voir Vallet.
Françoise Vallet, née Françoise Jouanne le 3 juin 1949 à Luisant (Eure-et-Loir), est une femme politique française. Membre du Parti socialiste, elle a démissionné de son mandat de conseillère municipale de Chartres (Eure-et-Loir) à la suite de sa défaite aux municipales de mars 2008. Le 26 juin 2008, elle perd son siège de députée de la 1re circonscription d'Eure-et-Loir à la suite de la décision du Conseil constitutionnel d'invalider son élection, et de la condamner pour la seconde fois à une peine d'un an d'inéligibilité. 

## Parcours professionnel
En 1969, elle mène une carrière d'enseignante d'allemand depuis 1970 jusqu'en 2001. Parallèlement, entre 1975 et 1999, elle est cogérante (avec son mari) d'une concession de motocyclettes à Chartres et organisatrice de compétitions dans la région.

## Parcours politique
En 2001, elle est élue conseillère municipale sur la liste menée par Pascal Ory (PS) qui est battue au second tour par la liste menée par Jean-Pierre Gorges (DL). Cette même année, elle fonde une association citoyenne « Réagir pour Chartres », dont elle est aujourd'hui présidente.
En 2002, elle se rapproche du Parti socialiste, dont elle devient membre par la suite. À l'automne 2007, elle est investie par le Parti socialiste pour mener une liste aux élections municipales de mars 2008, à la suite d'un vote des militants qui la place largement en tête face à Bernard Farion, vice-président socialiste de la région Centre-Val de Loire.
Dès le lendemain de sa défaite aux municipales, elle démissionne de son mandat de conseillère municipale.

### Élections législatives de 2007 et 2008

#### Scrutin de juin 2007
En 2007, elle est désignée par les militants du parti pour être candidate aux élections législatives dans la première circonscription d'Eure-et-Loir. Elle échoue au 2d tour face au député sortant Jean-Pierre Gorges (UMP), qui ne l'emporte néanmoins que de 59 voix.
Par la suite, Jean-Pierre Gorges voit son élection invalidée en novembre 2007 par le Conseil Constitutionnel, qui avait pointé 18 inaugurations de logements par M. Gorges, en tant que président de l'office public d'HLM de Chartres entre mars et avril 2007. « La répétition de ces manifestations dans un délai rapproché revêt le caractère d'une "manœuvre" qui, eu égard à la faiblesse de l'écart de voix (59 voix), a altéré le résultat du scrutin », avait estimé le Conseil constitutionnel. Néanmoins, cette situation que le député sortant ne conteste pas, n'entraîne pas pour autant son inéligibilité.

#### Scrutin partiel de février 2008
À la suite du nouveau scrutin alors organisé les 27 janvier 2008 et 3 février 2008, elle est élue députée de la première circonscription d'Eure-et-Loir par 55,26 % des voix face à Jean-Pierre Gorges.
Plusieurs recours sont alors déposés contre l'élection de Françoise Vallet, le 13 février 2008. Ainsi, cinq recours viennent d'électeurs de la première circonscription, dont 35 élus ; le sixième provient du maire de Chartres, Jean-Pierre Gorges. Ces recours dénoncent l’intrusion de l’hypermarché Leclerc de Luisant et de son PDG Olivier Ducatel dans la campagne électorale. Ce dernier dénonçant les agissements de Jean-Pierre Gorges qui veut l’empêcher d’installer son supermarché dans la zone de Barjouville. Jean-Pierre Gorges affirme préférer ainsi défendre le petit commerce. 
La distribution de tracts appelant à voter contre le maire de Chartres, le fait que Françoise Vallet se soit rendue dans cet hypermarché en compagnie de Ségolène Royal et qu’elle ait été présente quelques minutes devant la mairie de Chartres lors de la manifestation des salariés du supermarché sont les raisons invoquées pour expliquer ces recours.
Le 26 juin 2008, le Conseil constitutionnel, une semaine après son audience du 19 juin, annule l'élection de Françoise Vallet et la déclare inéligible pour avoir « bénéficié d'avantages directs ou indirects d'une personne morale en contradiction avec les dispositions (...) de l'article L. 52-8 du code électoral ». C'est sur le seul scrutin des législatives que porte son inéligibilité durant un an. De ce fait, elle est empêchée de se présenter à nouveau face à son opposant l'UMP Jean-Pierre Gorges qui est réélu le 15 septembre 2008.

### Échec aux municipales de Chartres en 2008
Françoise Vallet aborde l'élection dans des circonstances qui semblent favorables : elle vient de battre le maire sortant Jean-Pierre Gorges à l'élection législative qui vient d'avoir lieu, dans une circonscription correspondant en grande partie à Chartres même, et le parti du maire sortant semble nationalement affaibli. 
Pourtant au premier tour elle recueille seulement 29,02 % des voix contre 46,1 % au maire sortant. Pour le second tour, elle fusionne avec le Mouvement démocrate qui a rassemblé 13,7 % des voix au premier tour. 
Au second tour, sa liste PS/Modem est battue par celle de Jean-Pierre Gorges, qui l'emporte avec 56,3 % des voix. Françoise Vallet renonce à siéger au conseil municipal pour « se consacrer à son mandat de députée ».
Le 21 octobre 2009, ses comptes de la campagne municipale sont sanctionnés par le Conseil d'État : il lui est reproché d'avoir tenu compte d'un avoir comptable promis, mais pas encore fourni par le fournisseur concerné sous forme de document comptable, à la date d'arrêt des comptes de campagne. C'est la raison pour laquelle elle est déclarée inéligible pour la seconde fois, son inéligibilité étant restreinte à tout scrutin municipal et pour une durée d'un an. 

## Mandats électoraux
Député
- Du 4 février 2008 au 26 juin 2008 : députée de la première circonscription d'Eure-et-Loir

Conseiller municipal
- 2001-2008 : conseillère municipale de Chartres